# Stazione di Bari Policlinico
La stazione di Bari Policlinico è una fermata ferroviaria posta sulla linea Bari-Matera, a servizio del Policlinico di Bari e dei quartieri circostanti.

## Storia
La fermata serviva due ferrovie, la Bari-Taranto delle Ferrovie dello Stato e la Bari-Matera (a scartamento ridotto) delle Ferrovie Appulo Lucane, che in quel tratto correvano affiancate.
La fermata sulla linea delle Ferrovie Appulo Lucane venne attivata nel 1992.
La fermata sulla linea FS Bari-Taranto, parallela e limitrofa alla precedente, venne attivata nel 1994 e soppressa il 31 maggio 2009, in seguito all'abbandono della tratta conseguente all'attivazione di una variante di tracciato fra le stazioni di Bari Centrale e Bari Sant'Andrea.

## Strutture e impianti
All'interno si contano 2 binari passanti per il servizio passeggeri muniti di due banchine e collegati tra loro tramite un cavalcavia.

## Movimento
Il binario unico FS non più usato è stato convertito, a seguito del rifacimento dell'armamento, in binario a scartamento ridotto per utilizzo da parte dei treni FAL, a seguito della variante di tracciato della ferrovia Bari-Taranto in uscita da Bari Centrale per Bari Sant'Andrea.